# Strmina
Strmina je přírodní rezervace v katastrálních územích města Stupava a obce Borinka v okrese Malacky v Bratislavském kraji na Slovensku. Území bylo vyhlášeno v roce 1988 a jeho rozloha je 196,28 hektaru. Předmětem ochrany jsou krasové jevy a zachovalá rostlinná a živočišná společenstva Malých Karpat.